# Janis Kounellis
Janis Kounellis (Pireusz, 1936. március 23. – Róma, 2017. február 16.) görög képzőművész a '60-as évek második felétől Arte povera mozgalmának tagja.

## Művészete
Görög származású, de Olaszországban él. Mediterrán identitását hangsúlyosan vállalja. Fontanával, Burrival együtt dolgozik, pontosabban hatásuk alatt. Erősen kötődik a görög tradícióhoz.
Legjellemzőbb ténykedése, hogy a természet organikus világát és az ember teremtette mesterséges művészeti világot ütközteti, olyan motívumokban, amelyekben a klasszikus mediterrán tradíció nagyon erősen jelen van. Ebből a szempontból legcsodálatosabb teremtmény a ló. 
Szívesen ütközteti műveiben a lágy-kemény, múlékony- örök létű elemeket. Egyszerű eszközöket használ (természeti anyagokat, /állatok, viasz, tűz stb./ melyeket összekapcsol egyszerű, hétköznapi tárgyakkal (melyek gyakran intim dolgokat jelölnek, – ágy kerete, stb.). Gyakran csinál helyspecifikus installációkat. Gyakran használ olyan anyagokat, melyeknek pusztulásában a természet „veszi vissza jogait" (rozsdásodó vas). A matériák egyszerűségében felfedezhető egyfajta politikai tartalom.

## Munkássága
- 12 ló: (1969) Egy római galériában állította ki a lovakat. Megint csak klasszikus szimbólumként jelenik meg. (klasszikus motívum, meleg-energia hordozó). Dramatizálja azt a kontrasztot, amit a természet világa és az ember mesterséges világa között létrejött.
- Gyapot szobor: (1967) Rozsdásodó fémlapok között (gúla formában síremlékre emlékeztetve), fel van töltve gyönyörű, élő, fehér, tiszta, esendő, puha, meleg gyapottal. Természet és kultúra ellentéte.
- Cím nélkül II.: (1983) A hétköznapi anyagok rothadását mutatja be.